# Шешко, Йоже
Йоже Йожетович Шешко (словен. Jože Jožeta Šeško, сербохорв. Јоже Јожете Шешко; 4 декабря 1908, Словенска-Вас — 11 мая 1942, Любляна) — югославский словенский партизан Народно-освободительной войны Югославии, Народный герой Югославии.

## Биография
Родился 4 декабря 1908 года в Словенске-Васе у Кочевья в бедной семье. Окончил начальную школу в родном селе и гимназию в Кочевье. Учился на философском факультете Люблянского университета, который окончил в 1931 году по специальности «славистика». Участвовал в студенческие годы в революционном движении в ряде забастовок. С ноября 1928 года член Коммунистической партии Югославии, организовал в 1930 году Кочевьевский городской комитет и стал его секретарём. С 1933 года секретарь райкома Кочевья.
За свои политические убеждения Йоже постоянно отказывали в приёме на работу: в течение 6 лет после окончания учёбы он работал преподавателем в Мариборской реальной гимназии, но в 1933 году был отправлен в тюрьму на полгода за антигосударственную деятельность. Продолжил после освобождения работу в профсоюзном движении и культурно-образовательных организациях. Возглавлял Союз рабочего народа в Кочевье.
В 1940 году был интернирован в концлагерь в Билече, откуда переведён в январе 1941 года в Иваницу. После оккупации Югославии в апреле 1941 года бежал в родное село и примкнул к партизанам, действовал подпольно. За голову Шешко была объявлена награда. Он пользовался псевдонимом «Цирил». Занимал в годы войны пост секретаря Кочевьевского окружного комитета, был одним из организаторов Освободительного фронта Словении и первых партизанских рот, а также отвечал за подпольную печать.
В ночь с 27 на 28 апреля 1942 года Йоже Шешко был арестован итальянцами по доносу: задержание произошло в бункере у местечка Конца-Васа рядом с Кочевье. В тюрьме с ним жестоко обращались. После пыток он был расстрелян 11 мая 1942 года на бывшем югославском военном стрельбище «Грамозна-Яма».
27 ноября 1953 года указом Президента ФНРЮ Иосипа Броза Тито посмертно Йоже Шешко получил звание Народного героя Югославии.